# Spesse Volte
 Spesse Volte  è un'enciclica sociale di papa Leone XIII, datata 5 agosto 1898, scritta all'Episcopato e ai fedeli italiani sulla soppressione di Associazioni cattoliche.
Il Pontefice protesta contro i provvedimenti repressivi del Governo nei confronti delle associazioni cattoliche, rivendicando il ruolo di pacificazione sociale da esse svolto.